# Hausen (cràter)
Hausen és un gran cràter d'impacte que es troba sobre l'extremitat sud-sud-oest de la Lluna. La visibilitat d'aquest cràter està significativament afectada pels efectes de libración, encara que fins i tot sota les millors condicions només es veu la seva vora. Es troba al costat de la vora occidental de la immensa planícia emmurallada del cràter Bailly. Al nord-est apareix el cràter Pingré situat en la cara visible, i al nord es localitza Arrhenius, just en la cara oculta de la Lluna a l'altre costat de l'extremitat lunar.
La vora d'aquest cràter és en general circular, amb una protuberància cap al sud-sud-est. La paret interior té forma de terrasses als seus extrems nord i sud, i és més irregular al llarg dels flancs oriental i occidental. La vora al llarg dels flancs est i sud-est presenta enfonsaments, produint una vora afilada. No es troba significativament erosionada o coberta per altres impactes, amb només un cràter petit al costat sud-oest del brocal.
El sòl interior és en general anivellat, amb mínimes zones de terreny accidentat. Inclou una formació complexa de pics centrals situats alguna cosa a l'est del punt mitjà. Aquesta formació és una mica major en direcció nord-sud i consta de diverses serralades separades per valls. Presenta un altre sistema de pujols més baixa al sud-est del grup central i d'un petit grup de pujols al sud.
Hausen es troba al sud de la Mendel-Rydberg Basin, una vora d'impacte de 630 km d'edat del Període Nectàric.

## Cràters satèl·lit
Els següents cràters han estat renombrats per la UAI:
- Hausen A - Vegeu Chappe.
- Hausen B - Vegeu Pilâtre.